# Artan Jazxhi
Artan Jazxhi (Durrës, 6 de julio de 2001) es un futbolista albanés que juega en la demarcación de defensa para el KF Teuta Durrës de la Superliga de Albania.

## Trayectoria
Tras formarse como futbolista en el Shkëndija Durrës, y posteriormente en el KF Teuta Durrës, finalmente el 26 de septiembre de 2018 debutó con el primer equipo en la Copa de Albania contra el KF Turbina Cërrik, encuentro que finalizó con un resultado de 4-2 a favor del conjunto del Teuta. Su debut en liga se produjo en la temporada siguiente, el 14 de diciembre de 2019, contra el FK Kukësi.

## Clubes
| Club            | País    | Año    | Partidos | Goles |
| --------------- | ------- | ------ | -------- | ----- |
| KF Teuta Durrës | Albania | 2018 - | 10       | 1     |

## Palmarés

### Campeonatos nacionales
| Título               | Club    | País            | Año  |
| -------------------- | ------- | --------------- | ---- |
| Copa de Albania      | Albania | KF Teuta Durrës | 2020 |
| Supercopa de Albania | Albania | KF Teuta Durrës | 2020 |